# Liste der politischen Parteien Südafrikas
Dies ist eine Liste der politischen Parteien in Südafrika, siehe Politisches System Südafrikas.

## Parteien im Parlament
- African Christian Democratic Party (ACDP)
- African Independent Congress (AIC)
- African National Congress (ANC)
- African People’s Convention (APC)
- Agang South Africa (Agang)
- Al Jama-Ah
- Congress of the People (COPE)
- Democratic Alliance (DA)
- Economic Freedom Fighters (EFF)
- Good
- Inkatha Freedom Party (IFP)
- National Freedom Party (NFP)
- Pan Africanist Congress (PAC)
- United Democratic Movement (UDM)
- Vryheidsfront Plus (VF+)

## Aktuelle Parteien

### Gesamte Nation
- A Party
- Abolition of Income Tax and Usury Party
- Action Labour Party of South Africa
- Africa Muslim Party
- African Bond of Unity
- African Christian Alliance-Afrikaner Christen Alliansie
- African Christian Democratic Party
- African Independent Congress
- African National Congress
- African National Freedom Party
- African Nazareth Democratic Movement
- African People’s Convention
- African Reformation Party
- African Transformation Movement
- Afrika Borwa Kgutlisa Botho
- Al Jama-ah
- Alliance for Democracy and Prosperity
- Alliance of Free Democrats
- Azanian Native Socialist Congress
- Black Consciousness Party
- Boerestaat Party of S.A.
- Cape Independence Party (CAPEXIT)
- Christen Party/Christian Party (CP)
- Christian Democratic Alliance
- Christian Democratic Party
- Christian Front
- Civic Alliance of South Africa
- Congress of the People
- Dabalorivhuwa Patriotic Front
- Democratic Alliance/Demokratiese Alliansie
- Democratic Congress
- Dikwankwetla Party of South Africa
- Ecopeace
- Federal African Convention
- Federal Congress
- Federation of Democrats
- Freedom Power
- God’s People’s Party
- Good
- Great Kongress of South Africa
- Green Party of South Africa
- Hlanganani Sakhe Isizwe
- Independent Civic Organisation of South Africa
- Independent Democrats
- Inkatha Freedom Party
- Keep It Straight and Simple
- Khoisan Aboriginal and Others Movement
- Khoisan United Front
- Kwa-Zulu Natal Transport Alliance
- Merit Party
- Minority Front
- Movement Democratic Party
- National Alliance
- National Christian Democratic Party
- National Convention of Azania
- National Freedom Party
- National Party South Africa
- National Peoples Movement
- National People’s Party
- National Republican Party
- National Seoposengwe Congress
- National Success Party
- New Vision Party
- Pan Africanist Congress of Azania
- Pan Africanist Movement
- Peace and Justice Congress
- People With Disability Democratic Party
- People’s African Party
- Peoples Alliance
- People’s Democratic Movement
- Regte Demokratiese Party
- Regte Party/Right Party
- Royal Loyal Progress
- Simunye In Christ Organisation
- Sindawonye Progressive Party
- Social Democratic Party
- Socialist Green Coalition
- South African Business Party
- South African Communist Party
- South African Democratic Congress
- South African National Councils Organisation
- South African Political Alliance
- South African Political Party
- The Green Party of South Africa
- The Real Congress
- The Socialist Party of Azania
- Truly Alliance
- Ubumbano Lwesizwe Independent Residence Association
- Ubuntu Party
- Unemployed People’s Party
- United Christian Democratic Party
- United Democratic Movement
- United Front
- United Independent Front
- United State of Africa Organisation
- Universal Party
- Vryheidsfront Plus
- Women Forward
- Workers International Vanguard League
- Workers Party
- World Solidarity Movement
- Ximoko Party
- Young People’s Party

### Freistaat
- Afrikan Alliance of Social Democrats
- Belastingbetalersverening van Parys
- Phumelela Ratepayers’ Association

### Gauteng
- Daveyton Community Peace Committee
- Displacees Rate-Payers Association
- Independent Ratepayers Association of SA
- Khayalami Residents Association
- Operation Khanyisa Movement

### KwaZulu-Natal
- South African Determined Volunteers
- United Action Front

### Limpopo
- African Democratic Change
- Naboomspruit Belastings Vereniging
- Onafhanklike Munisipale Kiesersforum

### Mpumalanga
- Greater Middelburg Residents Association

### Nordwest
- Christiana Belasting Betalers Vereniging
- Die Maquassi Hills/Rante Gemeenskapsvereniging

### Ostkap
- Adelaide Residents Association
- Bedford Residents’ Association
- Jansenville Klipplaat Alliansie
- Kouga 2000
- Kouga Civic Alliance

### Westkap
- Breedevallei Onafhanklik
- Eden Forum
- George Independent Forum
- Kayamandi Community Alliance
- Laingsburg Gemeenskaps Party
- Oudtshoorn Civic Association
- Western Cape Community

## Nicht mehr bestehende Parteien

### Gesamte Nation
- African Solidarity Movement
- Afrikanerbond
- Afrikanerparty
- Ahanang People’s Organisation
- Alliance 2000+
- Black First Land First
- Christian Champion Party
- Democratic Party
- Divine Kingdom Party
- Economic Freedom Movement
- Esikebhekeni Crime Stop Organisation
- Federal Alliance
- First Community Party of South Africa
- Konserwatiewe/Conservative Party
- Kopanang Unemployment Union
- Labour Party (1969 bis 1994)
- Labour Party of South Africa (1910 bis etwa 1958)
- Liberal Party of South Africa
- Liberal People’s Party
- Oderate Independent Party
- National Democratic Convention
- National Democratic Party
- National Independent Civic Organisation
- Nasionale Party
- New Labour Party
- Nuwe Nasionale Party
- Peace And Development Party
- Peace And Progress Party
- Pension Poverty Relief and Unemployment Front
- People’s Progressive Party
- People’s Revolutionary Congress
- Progressive Independent Movement
- Progressive Federal Party
- Social Democratic Front
- South African Party
- South African Labour Party
- Strategic Alliance South Africa
- Super Party
- Tender Loving Care
- The Employment Movement of South Africa
- The South African Region of Independent Churches
- Umhlaba Uhlangene People’s United Nations
- Unemployment Labour Alliance
- United Citizen Forum of South Africa
- United Moral Movement for The Advancement of All
- United Party
- Value Education Nationalism Democracy in Africa
- Workers Party of South Africa

### Freistaat
- Bohlokong Civic Association

### Gauteng
- African Renaissance Civic Movement
- Gemini
- Soshanguve Civic Association
- Thembisa Concerned Residents Association
- Tshwaranang Civic Organisation

### KwaZulu-Natal
- Ratepayers and Residents Party Simunye
- Scara Civic Party

### Limpopo
- Thabanorth Inwonersvereniging

### Mpumalanga
- Highveld Residents Concerned Party
- Middelburg Residents Organisation

### Nordkap
- Barkly West Task Team

### Nordwest
- Potchefstroom Inwonersvereniging
- Ratepayers Residents And Property Owners Association

### Ostkap
- Alliance For Community Transformation
- Congress Movement of the Coloured People in South Africa

### Westkap
- Knysna Community Forum
- Mitchell’s Plain Independent Party
- Oudtshoorn Eerste
- United Democratic Party
- Witzenberg Onafhanklike Vereniging